# Scopoides
Scopoides is een geslacht van spinnen uit de familie bodemjachtspinnen (Gnaphosidae).

## Soorten
De volgende soorten zijn bij het geslacht ingedeeld:
- Scopoides asceticus (Chamberlin, 1924)
- Scopoides bryantae (Platnick & Shadab, 1976)
- Scopoides cambridgei (Gertsch & Davis, 1940)
- Scopoides catharius (Chamberlin, 1922)
- Scopoides gertschi (Platnick, 1978)
- Scopoides gyirongensis Hu, 2001
- Scopoides kastoni (Platnick & Shadab, 1976)
- Scopoides kuljitae (Tikader, 1982)
- Scopoides maitraiae (Tikader & Gajbe, 1977)
- Scopoides naturalisticus (Chamberlin, 1924)
- Scopoides nesiotes (Chamberlin, 1924)
- Scopoides ochraceus (F. O. P.-Cambridge, 1899)
- Scopoides pritiae (Tikader, 1982)
- Scopoides rostratus (Platnick & Shadab, 1976)
- Scopoides santiago (Platnick & Shadab, 1976)
- Scopoides tikaderi (Gajbe, 1987)
- Scopoides tlacolula (Platnick & Shadab, 1976)
- Scopoides xizangensis Hu, 2001